# 阿賴哈扎爾烏帕齊拉
阿賴哈扎爾乌帕齐拉是孟加拉国納拉揚甘傑縣的一个乌帕齐拉，位於達卡专区的納拉揚甘傑縣。

## 人口
據1991年孟加拉國人口普查，阿賴哈扎爾共有戶數52,963戶，人口376550人。其中男性佔比51.75%，女性佔比48.25%；成年人口142,883人。該地7歲以上人口之平均識字率為32.0%，低於全國平均值（32.4%）。